# Seigneurie de Vuippens
1224–1553
Entités précédentes :
- Seigneurie de Corbières

Entités suivantes :
- Bailliage de Vuippens-Éverdes

1269/1275–1553
Entités précédentes :
- Seigneurie de Vuippens

Entités suivantes :
- Bailliage de Vuippens-Everdes

1553–1798
Entités précédentes :
- Seigneurie de Vuippens
- Seigneurie d'Everdes

La seigneurie de Vuippens est une seigneurie située dans l'actuel canton de Fribourg. Dans la seconde moitié du XIIIe siècle, la seigneurie d'Everdes est détachée de Vuippens. En 1475, Fribourg s'empare d'Everdes et y installe un châtelain. En 1553, Fribourg acquiert la seigneurie de Vuippens et crée le bailliage de Vuippens-Everdes, qui regroupe le territoire des deux seigneuries.

## Seigneurie

### Histoire
La seigneurie de Vuippens est détachée de celle de Corbières en 1224. Elle est attribuée à la famille de Vuippens, branche cadette de la famille de Corbières.